# 71282 Holuby
71282 Holuby este o planetă minoră (asteroid), cu un diametru de 6,406 km, din centura de asteroizi. A fost descoperită pe 6 ianuarie 2000 la Astronomické observatórium Modra⁠(d) de Adrián Galád⁠(d) și a fost numită după Jozef Ľudovít Holuby⁠(d). 
Obiectul prezintă o orbită caracterizată de o semiaxă mare de 3,0628805351319 UAi, o excentricitate de 0,11, o înclinație de 12,3 ° în raport cu ecliptica.